# NGC 6975
NGC 6975 (другие обозначения — NGC 6976, PGC 65620, MCG -1-53-15, NPM1G -05.0582, HCG 88C) — галактика в созвездии Водолей.
Этот объект занесён в новый общий каталог несколько раз, с обозначениями NGC 6975, NGC 6976.
Этот объект входит в число перечисленных в оригинальной редакции «Нового общего каталога».
В галактике вспыхнула сверхновая SN 2012ga типа II, её пиковая видимая звездная величина составила 17,8.